# Domus Aurea

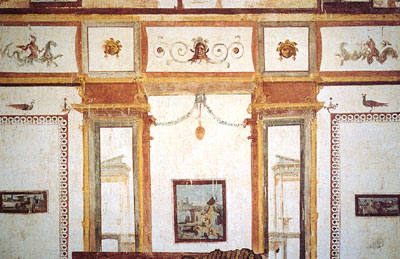
Pintures murals al fresc de la Domus Aurea, d'estil pompeià

La Domus Aurea (literalment, en llatí, 'casa d'Or') és un palau grandiós bastit per l'emperador Neró a Roma després del gran incendi de l'any 64, que ocupava, segons s'ha calculat, al voltant de 50 hectàrees entre els turons del Palatí i l'Esquilí. Edifici construït bàsicament amb maó, la seva luxosa decoració incloïa incrustacions d'or, pedres precioses i ivori. Inacabat a la mort de Neró, fou la residència de Vespasià i Tit, i abandonada per Vespasià, que va aixecar la Domus Augusti, i finalment danyat per l'incendi del 104, l'emperador Trajà en va fer cobrir les ruïnes, cosa que ha permès que les restes trobades durant les excavacions mostrin un bon estat de conservació. Les seves pintures murals són particularment belles.
Suetoni conta que Neró, quan va entrar per primera vegada a la seva Domus Aurea, va exclamar:
| «                                             | Bé! Ara per fi puc començar a viure com un ésser humà. | » |
| — Suetoni, Vida dels Cèsars: Vida de Neró, 31 |                                                        |   |

Els arquitectes foren un tal Sever i un tal Cèler.
Oblidada durant segles, la Domus Aurea va ser descoberta durant el Renaixement pels grans artistes del moment, incloent-hi Rafael, que va tenir en els frescos un punt d'inspiració. Tancada al públic durant molts anys per problemes de conservació, es va tornar a obrir el 26 de juny del 1999 i, des d'aleshores, s'ha anat tancant i obrint segons ho han anat permetent les tasques de restauració i les condicions del terreny, que regularment pateix inundacions quan plou fort, i n'han fet témer l'ensorrament. Torna a tenir l'accés prohibit al públic des del 30 de setembre del 2008.
El 2019 s'hi va descobrir una nova sala, durant unes obres de restauració, decorada amb frescos d'animals i figures mitològiques, com centaures o sàtirs, i també instruments musicals.